# Aérodrome de Barra
Pour les articles homonymes, voir l’aéroport au Brésil et BRR.
L'adaport de Barra (code IATA : BRR • code OACI : EGPR) est un aéroport situé dans la baie peu profonde de Traigh Mhor, au nord de l'île de Barra, dans les Hébrides extérieures, en Écosse. Il s'agit du seul aéroport au monde où des services réguliers atterrissent sur une plage. Il est géré par Highlands and Islands Airports Limited, qui possède la plupart des aéroports régionaux d'Écosse.

## Installations
L'aérodrome a été ouvert en 1936. Trois pistes sont établies sur la plage, délimitées par des poteaux de bois à leurs extrémités. Elles permettent aux DHC-6 qui desservent l'aéroport d'atterrir presque toujours face au vent. À marée haute, ces pistes sont recouvertes par la mer : les horaires des vols dépendent donc de la marée,. Pour les vols nocturnes d'urgence, des véhicules éclairent la ligne centrale de la piste et des bandes réfléchissantes sont placées sur la plage.
La plage est également appréciée des touristes et des ramasseurs de coquillages, à qui il est demandé d'observer la manche à air pour vérifier si l'aéroport est en fonctionnement.

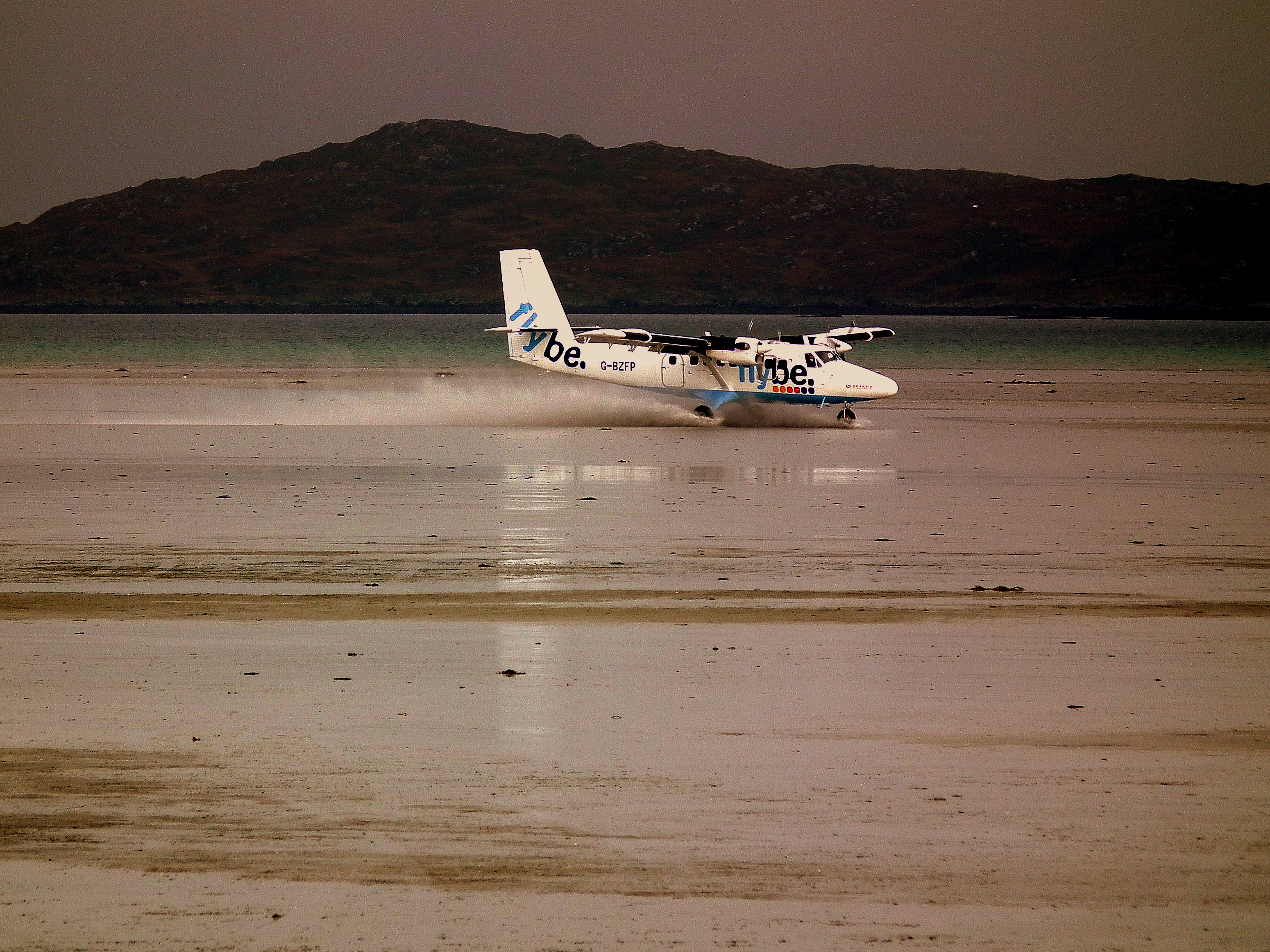
Atterrissage d'un DHC-6 Twin Otter sur la plage de l'aéroport de Barra.

## Situation

### Carte des aéroports d'Écosse
| Aberdeen Barra Benbecula Campbeltown Colonsay Dundee Eday Édimbourg Fair Isle Foula Glasgow Glasgow-Prestwick Inverness Islay Kirkwall North Ronaldsay Oban Papa Westray Sanday Stornoway Stronsay Sumburgh Tingwall Tiree Westray Wick |

### Carte des aéroports des Hébrides intérieures
| Colonsay Tiree Oban Coll Islay Campbeltown |

## Statistiques
Pour des raisons techniques, il est temporairement impossible d'afficher le graphique qui aurait dû être présenté ici.

Voir la requête brute et les sources sur Wikidata.

## Compagnies et destinations
| Compagnies | Destinations |
| ---------- | ------------ |
| Loganair   | Glasgow      |

Édité le 23/10/2018

## Pour approfondir